# Leyla Bouzid

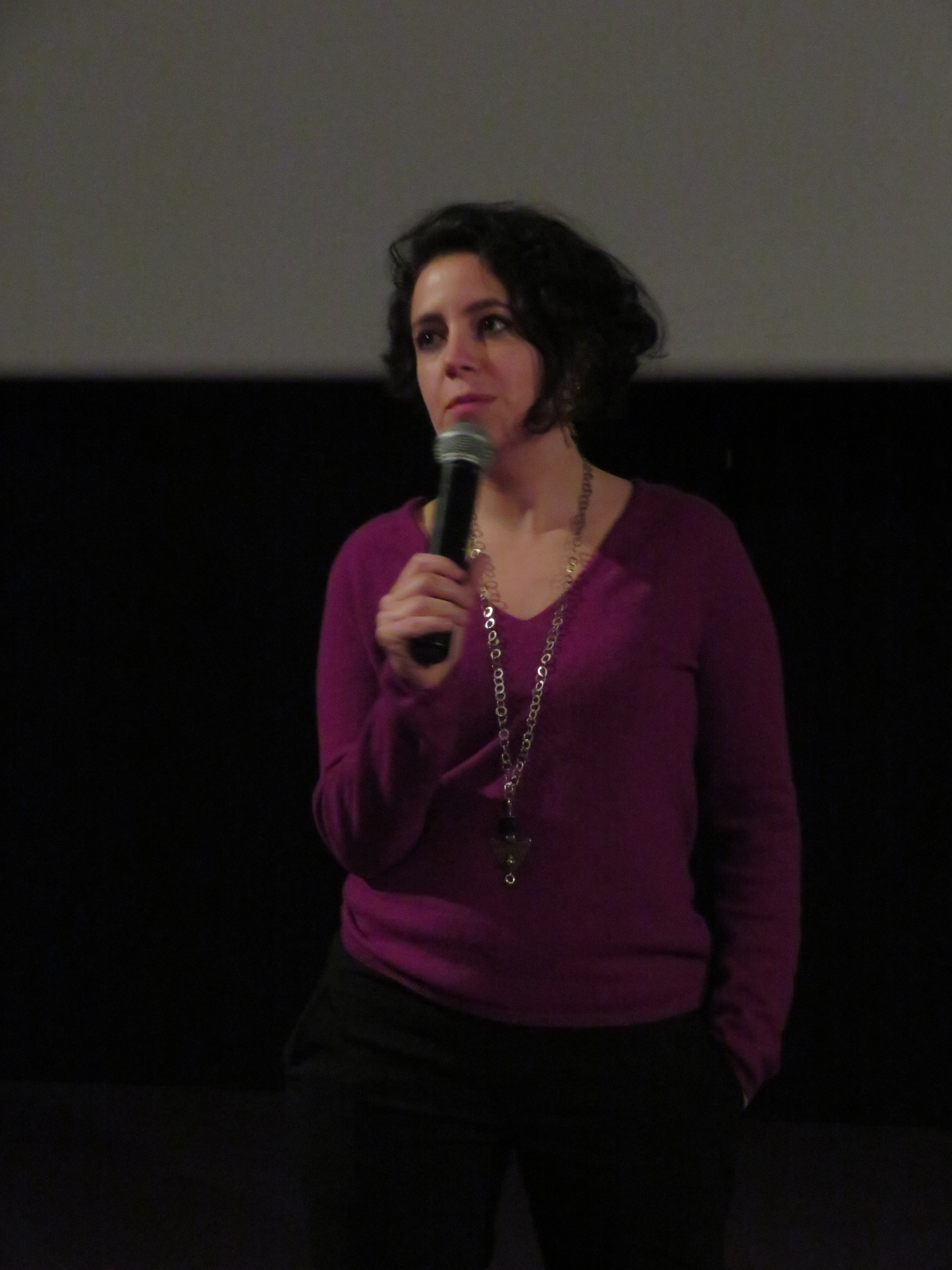
Regisseurin und Drehbuchautorin Leyla Bouzid während der Vorstellung des Films Vent du Nord anlässlich der Premiere am 22. März 2018 in Beauvais

Leyla Bouzid (arabisch ليلى بوزيد, DMG Lailā Būzaid; * 1984 in Tunis) ist eine tunesische Filmregisseurin und Drehbuchautorin. Ihr Spielfilmdebüt Kaum öffne ich die Augen (fr: À peine j’ouvre les yeux) wurde für den Tanit d’or des Carthage Film Festivals (fr: Journées cinématographiques de Carthage – JCC) im Jahr 2015 nominiert und mit vier Preisen, unter anderem dem Tanit de bronze geehrt sowie bei den Französischen Filmtagen Tübingen-Stuttgart im Jahr 2015 als Bester Nachwuchsfilm und ebenfalls 2015 beim Dubai International Film Festival mit dem Muhr Award ausgezeichnet. Für den Film Vent du Nord wurde sie bei der 28. Ausgabe des Carthage Film Festival 2017 mit dem Preis für das Beste Drehbuch geehrt.

## Biografie

### Familie und Ausbildung
Bouzid ist die Tochter einer Allgemeinmedizinerin und des Filmemachers Nouri Bouzid. Aufgewachsen in Tunis, zwischen den Stadtteilen El Menzah VII und El Manar I, kam sie früh in Kontakt mit den Bildern und Geschichten des Kinos. In einem Interview mit Le Monde sagte sie einmal, dass es ihre Mutter war, die ihr die Liebe zum Kino vermittelt habe. Im Alter von 16 Jahren trat sie dem Club Tunis der tunesischen Föderation der Amateurfilmer (FTCA) bei, wo sie anderen Mitgliedern anfangs verborgen hielt, dass sie die Tochter des Filmemachers Bouzid ist und bereits seit Kindertagen kleine Rollen oder Figuren in den Filmen ihres Vaters einnahm, bis sie nach 9 Monaten zufällig entlarvt wurde, als sie mit ihrem Vater in einem Auto fuhr und Freunde aus dem Filmclub neben ihnen an einer roten Ampel anhielten. Es war die Mutter, die sie zu Kinoabenden für Citizen Kane von Orson Welles oder Herbstsonate von Ingmar Bergman mitnahm. Die Filme des Vaters hat sie erst später gesehen, wie sie in einem Interview mit l’express im Jahr 2015 verriet.
2003 ging sie nach Paris, um Literatur an der Sorbonne zu studieren. Nach einigen Praktika wechselte sie dann an die Fémis in die Regieabteilung. Am Ende ihres Studiums 2011 entstand ihr Kurzfilm Soubresauts, gedreht wenige Monate vor der Revolution in Tunesien 2010/2011, der den Grand Prix beim Festival Premiers Plans d’Angers im Jahr 2012 gewann. Bouzid ist Mitglied der Film- und Fernsehproduktion von Blue Monday Productions. Im Jahr 2016 wurde Bouzid – anlässlich des nationalen Tages der Frauen – im Präsidentenpalast von Karthago durch Präsident Beji Caid Essebsi die Ehrung Chevalier de l’Ordre de la République verliehen.
Beim Festival du Court-Métrage de Clermont-Ferrand war Leyla Bouzid 2016 in der Sektion „Jury National“ neben dem Regisseur Guillaume Brac, der Regisseurin Émilie Brisavoine, dem Regisseur und Drehbuchautor Philippe Faucon und der Virtuosin Dom La Nena als Jurymitglied aktiv.

### Schaffen
2006 trat Bouzid erstmals in den Fokus, als sie den zusammen mit Walid Mattar produzierten Kurzfilm Sbah El Khir im Rahmen des Projekts von Regisseur Ibrahim Letaïef Long et Court als « 10 Courts, 10 Regards de jeunes cinéastes Tunisiens » bei den Internationalen Filmfestspielen von Cannes in der Sektion « Tous les cinémas du monde » präsentierte. Danach sammelte sie Erfahrungen als Regieassistentin neben Jean Douchet für dessen Film À bicyclette. Mit Walid Mattar verfasste sie 2010 und 2012 zusammen die Drehbücher für dessen Kurzfilme Tendid und Offrande. Während ihres Studiums an der Fémis entstand im dritten Jahr der Kurzfilm Un Ange passe, für den sie Regie führte und mit Marie-Sophie Chambon und Mélanie Parent-Chauveau das Drehbuch schrieb. Der Film erhielt im selben Jahr 2 Preise in Pontault-Combault und Créteil. Während ihres Studiums war sie ebenfalls Regieassistentin für den Kurzfilm Le Hibou ehe sie im Jahr 2011 mit Soubresauts als Regisseurin ihren Abschlussfilm präsentierte, für den sie zusammen mit Marie-Sophie Chambon auch das Drehbuch verfasste. Der Film erhielt unter anderem den Birds Eye View Award beim Birds Eye View Film Festival in London und den Preis als Bester Kurzfilm beim Filmfestival von Verona.
2011 und 2012 entstand die Zusammenarbeit mit ihrem Vater Nouri Bouzid für dessen Film Millefeuille. Sie unterstützte ihn als Script Supervisor und war in dem Film auch in einer Schauspielrolle als Kamerafrau zu sehen. Einen weiteren Auftritt vor der Kamera hatte sie ebenfalls im Film Tunisiennes ihres Vaters im Jahr 1997. Im Jahr 2013 schrieb sie ein weiteres Drehbuch zusammen mit Marie-Sophie Chambon für den durch sie als Regisseurin umgesetzten Kurzfilm Gamine ehe sie im selben Jahr mit ihrem Kurzfilm Zakaria Preise beim FESPACO oder dem Filmfestival in Mailand erhielt. Für den Film arbeitete sie mit Amateur-Schauspielern zusammen um ihre Geschichte von Zakaria – im Süden von Frankreich lebend, der nach dem Tod seines Vaters in Algerien mit seiner Familie dorthin zurückkehren will, seine Tochter Sarah sich jedoch weigert ihn zu begleiten – zu erzählen. Eine weitere Arbeit als Regieassistentin vollendete sie an der Seite von Abdellatif Kechiche, der mit seinem Film – Blau ist eine warme Farbe – die Goldene Palme bei den Internationalen Filmfestspielen von Cannes gewann und Bouzid die Möglichkeit gab, sich auf ihr eigenes Spielfilmdebüt vorzubereiten. Mit Studienfreundin Marie-Sophie Chambon entstand das Drehbuch zu Leyla Bouzids Werk Kaum öffne ich die Augen, der neben seiner Auszeichnung mit dem Europa Cinemas Label Award bei den Filmfestspielen von Venedig 2015 auch im Rahmen der Vergabe des Filmpreises LUX bei den Internationalen Filmfestspielen von Venedig 2016 gezeigt wurde. Der Film um Farah, eine junge Frau die sich den Wünschen der Mutter widersetzt und anstatt mit ihrem glänzenden Abitur Medizin zu studieren, lieber Sängerin werden möchte, spielt kurz vor der Revolution in Tunesien 2010/2011 und machte die Filmemacherin Bouzid weit bekannt.
Am 26. September 2016 wurde bekanntgegeben, dass die tunesisch-französisch-belgische Produktion Kaum öffne ich die Augen, Finalist um den LUX 2016, von der Kommission des National Centre of Cinema and Image (CNCI) ausgewählt wurde, um Tunesien bei der kommenden Oscarverleihung 2017 als Besten fremdsprachigen Film zu repräsentieren. Ursprünglich sollte Fleur d’Alep von Ridha Behi für Tunesien in den Wettbewerb gehen, da der Film aber bis dahin nicht gezeigt wurde erfüllte er nicht die nötigen Kriterien für eine Bewerbung. Deshalb wurde der Film von Bouzid ebenfalls eingereicht, was offenbar als „Mangel an Ernsthaftigkeit“ gewertet wurde und zur Disqualifikation des tunesischen Beitrags geführt haben soll. Erfolgreich war Bouzid auch mit ihrem Drehbuch für Vent du Nord, das Spielfilmdebüt von Walid Mattar, welches sie zusammen mit Claude Le Pape, bekannt als Koautor von Regisseur Thomas Cailley für dessen Film Liebe auf den ersten Schlag, schrieb. Der Film wurde beim Carthage Film Festival mit dem Prix Tahar Chériaa für das Beste Erstlingswerk ausgezeichnet, erhielt den TV5 Monde-Award und würdigte die Drehbuchautoren Bouzid, Le Pape und Mattar mit dem Preis des Besten Drehbuch im offiziellen Wettbewerb. Im September 2019 wurde bekannt, dass Mitte Oktober des Jahres die Dreharbeiten für den zweiten Spielfilm Eine Geschichte von Liebe und Verlangen von Leyla Bouzid mit Sami Outalbali, bekannt aus Fiertés – Mut zur Liebe, in der Hauptrolle, für 8 Wochen in und um Paris beginnen werden.

## Filmografie

### Regie
- 2006: Sbah El Khir (Kurzfilm)
- 2009: La Tête qu’elle veut (Kurzfilm)
- 2009: À bicyclette
- 2010: Un Ange passe (Kurzfilm)
- 2011: Le Hibou (Kurzfilm)
- 2012: Soubresauts (Kurzfilm)
- 2013: Gamine (Kurzfilm)
- 2013: Zakaria (Kurzfilm)
- 2013: Blau ist eine warme Farbe (La vie d’Adèle, Regieassistenz)
- 2015: Kaum öffne ich die Augen (À peine j’ouvre les yeux)
- 2021: Eine Geschichte von Liebe und Verlangen (Une histoire d’amour et de désir / Semaine de la critique, Cannes 2021[6])

### Drehbuch
- 2010: Tendid (Kurzfilm)
- 2010: Un Ange passe (Kurzfilm)
- 2012: Soubresauts (Kurzfilm)
- 2012: Offrande (Kurzfilm)
- 2012: Millefeuille
- 2013: Gamine (Kurzfilm)
- 2013: Zakaria (Kurzfilm)
- 2015: Kaum öffne ich die Augen (À peine j’ouvre les yeux)
- 2017: Vent du Nord (en: Northern Wind)
- 2021: Eine Geschichte von Liebe und Verlangen (Une histoire d’amour et de désir)

### Darstellung
- 1997: Tunisiennes
- 2012: Millefeuille

## Nominierungen und Auszeichnungen

### Auszeichnungen
- 2010: Prix cininter – Un Ange passe – Festival du 1er court métrage de Pontault-Combault
- 2010: Prix des femmes de Fersnes – Un Ange passe – Festival international de films de femmes de Créteil
- 2012: Grand Prix – Soubresauts – Festival Premiers Plans d’Angers
- 2012: Grand prix du jury – Soubresauts – Festival du Cinéma Méditerranéen de Tétouan
- 2012: Birds Eye View Award – Soubresauts – Birds Eye View Film Festival, London
- 2012: Prix Ismu – Soubresauts – Festival del Cinema Africano, d’Asia e America Latina von Mailand
- 2012: Best Short Film – Soubresauts – Verona International Film Festival
- 2014: TIFF Award – Zakaria – Tangier International Film Festival
- 2014: Prix à la qualité – Zakaria – Centre national du cinéma et de l’image animée
- 2014: Prix des Lycéens – Zakaria – Festival del Cinema Africano, d’Asia e America Latina von Mailand
- 2015: Etalon de bronze – Zakaria – FESPACO
- 2015: Thomas Sankara Award – Zakaria – FESPACO
- 2015: Royal Air Morocco Ibn Battuta Award – Zakaria – FESPACO
- 2015: Tanit de bronze – Kaum öffne ich die Augen – Carthage Film Festival
- 2015: TV5 Monde Award – Kaum öffne ich die Augen – Carthage Film Festival
- 2015: FIPRESCI-Preis – Kaum öffne ich die Augen – Carthage Film Festival
- 2015: Bayard d’or – Kaum öffne ich die Augen – Festival international du film francophone de Namur
- 2015: „Mention spécial“ der Jury UGTT – Kaum öffne ich die Augen – Carthage Film Festival
- 2015: Bester Nachwuchsfilm – Kaum öffne ich die Augen – Französische Filmtage Tübingen-Stuttgart
- 2015: Europa Cinemas Label Award – Kaum öffne ich die Augen – Internationale Filmfestspiele von Venedig 2015
- 2015: Muhr Award – Kaum öffne ich die Augen – Dubai International Film Festival
- 2016: Kering Foundation „Women in Motion Young Talent Award“ – Internationale Filmfestspiele von Cannes 2016
- 2016: Bester Film – Kaum öffne ich die Augen – East End Film Festival (EEFF) in London
- 2016: Sir Peter Ustinov Preis – Kaum öffne ich die Augen – Lucas
- 2016: Chevalier de l’Ordre de la République
- 2017: Bestes Drehbuch – Vent du Nord – geteilt mit Claude Le Pape und Walid Mattar – Carthage Film Festival

### Nominierungen
- 2012: Compétitions film d’école – Soubresauts – Festival Premiers Plans d’Angers
- 2012: Compétitions film d’école – Soubresauts – Festival du Court-Métrage de Clermont-Ferrand
- 2015: Short film in competition – Zakaria – FESPACO
- 2015: Bronze Horse – Kaum öffne ich die Augen – Internationales Filmfestival von Stockholm
- 2015: Giornate degli Autori – Kaum öffne ich die Augen – Internationale Filmfestspiele von Venedig 2015
- 2016: Audentia Award – Kaum öffne ich die Augen – International Istanbul Film Festival
- 2016: Lumiere Award – Kaum öffne ich die Augen – Lumière Film Festival, Lyon
- 2016: Golden Gate Award – Kaum öffne ich die Augen – San Francisco International Film Festival
- 2016: LUX-Preis – Kaum öffne ich die Augen – LUX
- 2016: Futurewave Youth Jury Award – Kaum öffne ich die Augen – Seattle International Film Festival
- 2016: International New Talent Competition - Grand Prize – Kaum öffne ich die Augen – Taipei Film Festival
- 2016: Transilvania Trophy – Kaum öffne ich die Augen – Transilvania International Film Festival
- 2017: Magritte – Bester ausländischer Film in Koproduktion – Kaum öffne ich die Augen
- 2017: Grand Jury Prize „Best Picture“ – Kaum öffne ich die Augen – zusammen mit Sandra da Fonseca und Imed Marzouk – Riviera International Film Festival
- 2017: Jury Prize „Best Director“ – Kaum öffne ich die Augen – Riviera International Film Festival
- 2017: MovieZone Award – Kaum öffne ich die Augen – International Film Festival Rotterdam